# Andinoencyrtus
Andinoencyrtus is een geslacht van vliesvleugeligen uit de familie Encyrtidae. De wetenschappelijke naam van dit geslacht is voor het eerst geldig gepubliceerd in 1940 door Blanchard.

## Soorten
Het geslacht Andinoencyrtus is monotypisch en omvat slechts de volgende soort:
- Andinoencyrtus ocellatus Blanchard, 1940